# Rio Avon (Devon)
O Rio Avon é um rio que nasce em Dartmoor. O estuário fica dentro da South Devon Area of Outstanding Natural Beauty e faz parte da South Devon Heritage Coast.
O nome do rio é uma tautologia : Avon [Aey-vun] é derivado da palavra proto-bretônica que significa "rio" e, portanto, o nome do rio significa "rio rio".

De 1893 até seu fechamento em 1963, a linha férrea de Kingsbridge branch line correu ao longo do vale do Avon entre Kingsbridge e South Brent.